# 안심 (쇠고기)

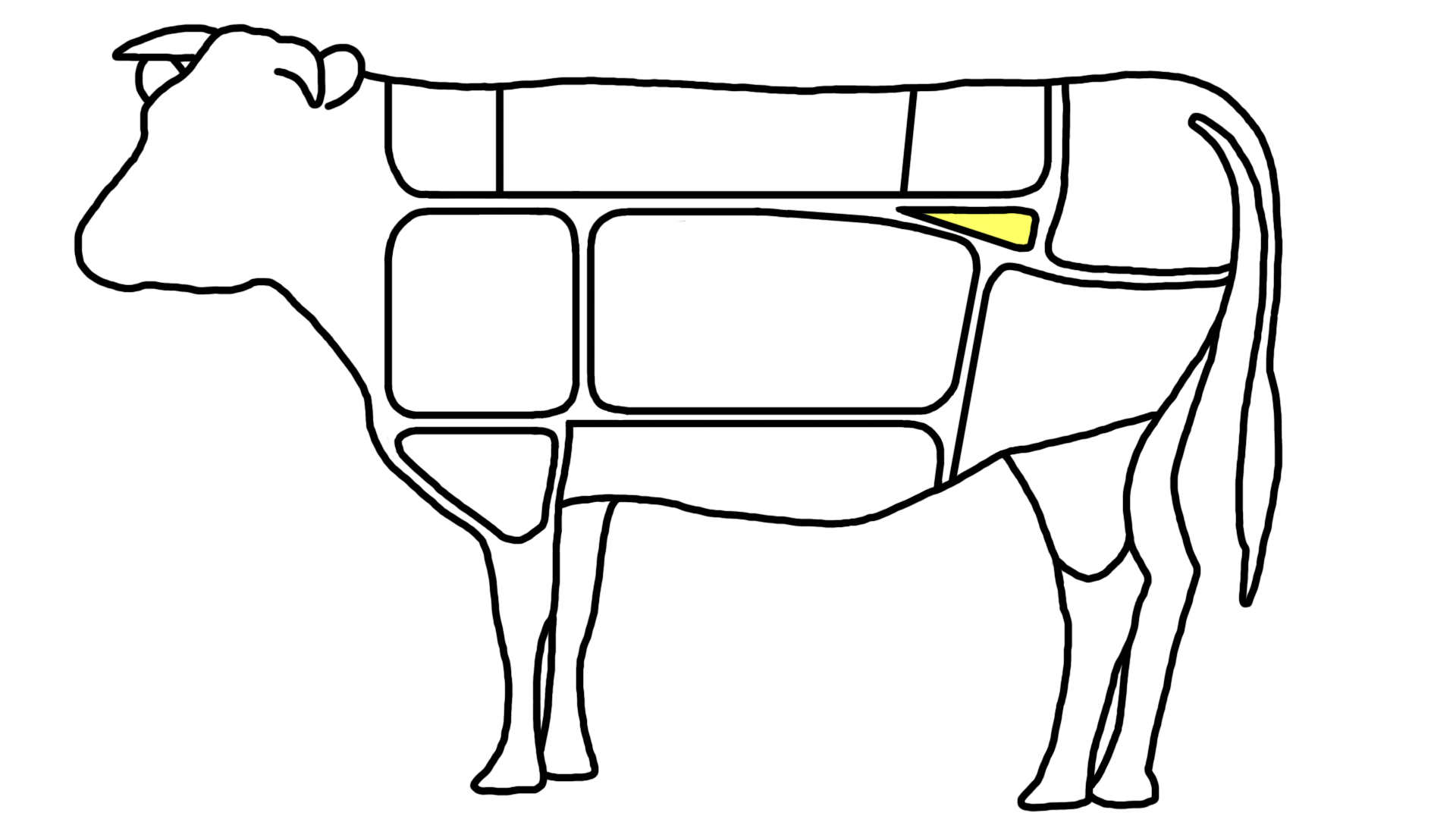
안심

쇠고기 안심은 소의 갈비 안쪽에 붙은 연하고 부드러운 살이다.

## 부위

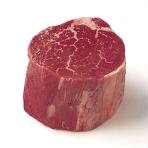
안심살

쇠고기 안심은 안심살로 이루어져 있다.

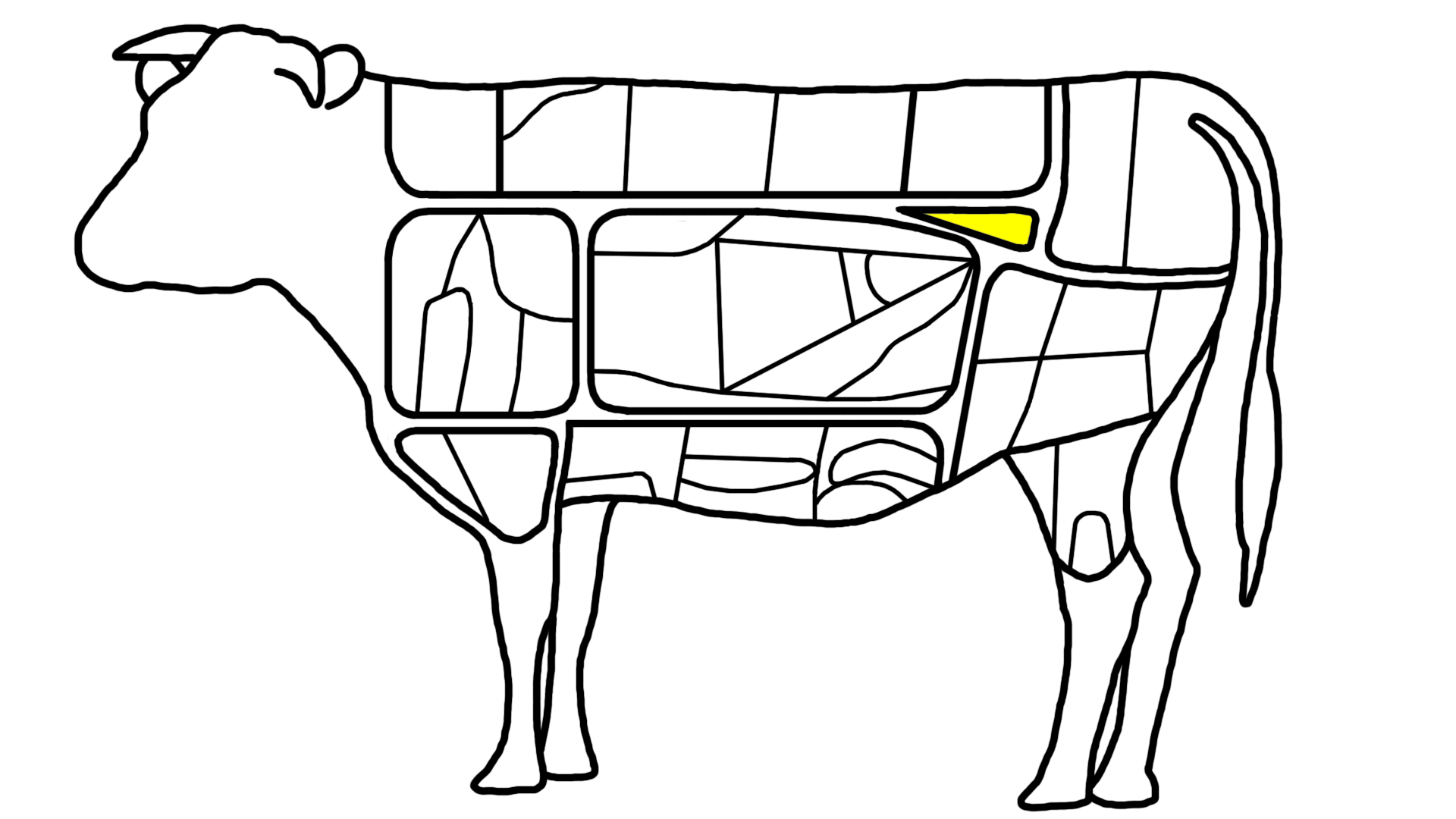
안심살

## 같이 보기
- 등심
- 채끝